# تاولی کاکا
تاولی کاکا (به اسپانیایی: Tawlli Qaqa) یک کوه در پرو است که در Peru, Ancash Region واقع شده‌است. تاولی کاکا ۴٬۸۰۰ متر بالاتر از سطح دریا واقع شده‌است.